# Fundació Esportiva Atlètic Bisbalenc
L'Atlètic Bisbalenc és un club de futbol català de la ciutat de La Bisbal d'Empordà. Actualment, el primer equip competeix a Segona Catalana (Grup 1).

## Història
El primer club de la ciutat nasqué l'any 1922 amb el nom d'Unió Esportiva Bisbalenca. L'antic camp municipal va ser inaugurat el 15 d'agost de l'any 1922. Posteriorment el club s'anomenà La Bisbal FC (1929-1932), Centre d'Esports Bisbalenc (1934-1936), CD La Bisbal (1942-1957) i Club Atlètic Bisbalenc (1957).
L'any 2005 es posà en marxa la Fundació Esportiva Atlètic Bisbalenc, que porta la gestió del futbol base.

## Himne
L'himne de l'Atlètic Bisbalenc va ser creat pel cantant bisbalenc Miquel Abras l'any 2008. El cant del club baixempordanès uneix les veus dels músics bisbalencs Mazoni, Miquel Abras, Sanjosex i The Gruixut's. L'any 2018 va ser considerat el millor himne del futbol català del mes de setembre en un concurs que organitzava el programa "Tot Gira" de Catalunya Ràdio. Aquí es pot escoltar l'himne.